# Soantes surdas
Soantes surdas são consoantes soantes produzidas sem vibração das cordas vocais, ou seja, com fonação surda.
Esses sons são relativamente raros entre as línguas do mundo, já que as soantes são tipicamente sonoras por natureza.

## Características
As soantes típicas — como a aproximante lateral alveolar [l], a vibrante múltipla alveolar [r], as nasais [m] e [n], além das aproximantes [j] e [w] — são produzidas com fluxo de ar contínuo e sem obstrução significativa, permitindo a sonoridade. No entanto, quando articuladas com as cordas vocais desligadas, tornam-se soantes surdas, mantendo sua articulação principal mas perdendo a vibração vocal.

### Exemplos comuns
- [l̥] – Aproximante lateral alveolar surda
- [r̥] – Vibrante alveolar surda
- [m̥] – Nasal bilabial surda
- [n̥] – Nasal alveolar surda
- [ʍ] – Aproximante labiovelar surda (frequentemente ocorre no inglês escocês e em alguns dialetos do inglês americano, como em which /ʍɪt͡ʃ/)[4][2][5]

## Distribuição linguística
As soantes surdas ocorrem em diversas línguas do mundo:
- Islandês: apresenta [l̥], [r̥] e [n̥], especialmente em início de palavras.[6]
- Tibetano: distingue pares sonoros e surdos como [m] ~ [m̥], [n] ~ [n̥].[7]
- Japonês: em algumas variedades do dialeto de Kansai, ocorre a [ɰ̊].[8]